# Azolla
Azolla, llamado comúnmente helecho de agua, helecho flotante, doradilla o yerba del agua (en inglés: "fairymoss" o "mosquito-fern"). Es un género de helechos acuáticos que flotan libremente en el agua perteneciente a la familia Azollaceae (otros autores la consideran perteneciente a la familia Salviniaceae). Estas plantas acuáticas son organismos de fácil propagación que se adaptan a diferentes climas y altitudes. Durante muchos años se ha estudiado su potencial como biorremediador de aguas contaminadas, suplemento en la alimentación animal, así como fertilizante orgánico. Sin embargo, debido a su carácter invasivo (por su rápida propagación) ha sido la causa de problemas ambientales en diversas fuentes de agua alrededor del mundo.

## Morfología
Son plantas acuáticas flotantes, de hojas pequeñas con raíces cortas. Frondes divididos cuyo color oscila entre rojo y púrpura a pleno sol y de verde pálido a verde azulado en la sombra. Crece muy rápido, ideal para cubrir la superficie. Ayuda a controlar el desarrollo de algas al limitar la luminosidad en el medio acuático. Son intolerantes al agua salada.
Flotan en la superficie del agua por medio de pequeñas escamas muy numerosas, que se superponen estrechamente como hojas, con sus raíces flotando bajo el agua. Forman relaciones simbióticas con la cyanobacterium Anabaena azollae, que da a la planta la capacidad de fijar nitrógeno del aire.
Debido a su capacidad de fijación de nitrógeno, se usan para incrementar la productividad de la agricultura en partes del sudeste de Asia. Cuando los campos de arroz se inundan en primavera, se los puede inocular con Azolla, que por su rápida multiplicación, cubre el agua, suprimiendo malezas. Cuando las Azolla mueren, contribuyen con nitrógeno que luego el arroz tomará por las raíces, y como los campos de arroz se secan, todas las Azolla eventualmente mueren, haciendo un excepcional abono verde, pudiendo entregar más de 9 toneladas por hectárea al año de proteína. Así, Azolla puede reemplazar agroquímicos.
Azolla es también considerada maleza en muchas partes del mundo, cubriendo cuerpos de agua tanto que no se ve el agua. Así se deriva el nombre 'helecho mosquito', por la creencia de que ningún mosquito puede penetrar la cubierta verde de helechos para poner sus huevos en el agua. Azolla tiene fama de ser capaz de crecer tan rápido de duplicar su biomasa en tres días en buenas condiciones.
Muchas de las especies pueden producir grandes cantidades de antocianinas con sol brillante, creando una intensa coloración rojiza y dando la sensación de cubrirse la superficie acuosa de una alfombra roja.
Puede crecer en temperaturas frescas, con prolongadas heladas en invierno, y a veces no pueden pasar el invierno así. Son utilizadas como planta ornamental.
Se puede encontrar en toda América, en África, India, Japón, Australia, Nueva Zelanda y Hawái.

## Taxonomía
A pesar de su larga historia el género Azolla posee una taxonomía que es muy controvertida.
En 1725, Feuillée describió una planta en Perú que era empleada para mejorar la producción de huevos de gallina. El denominó a esta planta como Muscus squamosus aquaticus elegantissimus. Aunque con otro nombre, sus ilustraciones hacen claramente referencia a lo que hoy conocemos como Azolla. Debido a que el nombre dado por este; es anterior a Linneo, el mismo no puede considerarse.
Quién introdujo el género Azolla Lam. fue Jean-Baptiste Lamarck en 1783, en el primer volumen de la Encyclopédie Méthodique, Botanique, siendo la Azolla filículoides Lam. la especie tipo. Fue incluida dentro de la familia Salviniaceae junto con el género Salvinia. Luego en 1810 Brown, la clasificó dentro de la familia Marsileaceae. Y posteriormente en 1902 Sadebeck, la restituyó en la familia Salviniaceae. Sin embargo, en 1903 Wettstein fue el primero en considerar a Azolla como perteneciente a una familia monotípica designada como Azollaceae, dicha propuesta comenzó a ser aceptada y seguida desde 1954 al contar con el apoyo de Reed.

### Especies
El género Azolla, se divide actualmente en dos secciones (algunos autores los reconocen como subgéneros) Euazolla y Rhizosperma. Esta separación se basa en el número de flotadores y en los tricomas de las másulas. Aunque se han descrito numerosas especies (y existen más de 20 nombres registrados relacionados con Azolla), actualmente solo se reconocen seis o siete principales y otras son consideradas variedades de estas.

#### Sección Euazolla
Todas las especies con tres flotadores en el megasporocarpo y glochidia en forma de flecha pertenecen la sección Euazolla. Todos estos taxones tienen un notable parecido morfológico.
- Azolla filiculoides Lam

- Azolla cristata Kaulf. (este nombre tiene prioridad sobre Azolla caroliniana Willd.)

- Azolla mexicana C. Presl.

- Azolla microphylla Kaulf.
- Azolla rubra R. Br.

Se cree que estas especies son originarias de regiones templadas, subtropicales y tropicales que van desde América del Norte hasta América del Sur. Sin embargo, en 1991 se recomendaron que las especies A. caroliniana, A. mexicana y A. microphylla fueran consideradas como una misma especie debido a su afinidad taxonómica y a su comportamiento en condiciones deficientes de fósforo.

#### Sección Rhizosperma
La sección Rhizosperma incluye las especie con nueve flotadores en el megasporocarpo y glochidia ausente o con tricomas internos de las másulas.
- Azolla nilotica Decne. ex mett.

- Azolla pinnata R.Br.

La A. nilotica es originaria de África Oriental y se puede encontrar desde Sudán hasta Mozambique. La A. pinnata tiene dos variedades y sus patrones de distribución son diferentes. Azolla pinnata var. imbricata es originaria Asia subtropical y tropical, por otra parte Azolla pinnata var. pinnata se encuentra en África y es conocida como cepa africana.
En 1993, los biólogos Richard Saunders y Keith Fowler propusieron otra clasificación supraespecífica. Consideraron que las diferencias entre la A. nilotica y todas las demás especies de Azolla son suficientes para establecer un nuevo subgénero. Este fue denominado Tetrasporocarpia (esporocarpos agrupados en cuatro) que incluye solo A. nilotica. De esta manera, las secciones descritas anteriormente se incluirían dentro de un subgénero llamado Azolla. La sección Euazolla permanecería igual, mientras que la sección Rhizosperma, solo incluiría A. pinnata R. Br. y sus subespecies.

## Etimología
Etimológicamente la palabra genérica Azolla deriva del griego Azo que significa "secar" y ollya que significa "destruir o matar", en referencia a que este organismo muere en condiciones ambientales secas, por los que debe permanecer en lugares húmedos y con poca luminosidad.

## Reproducción

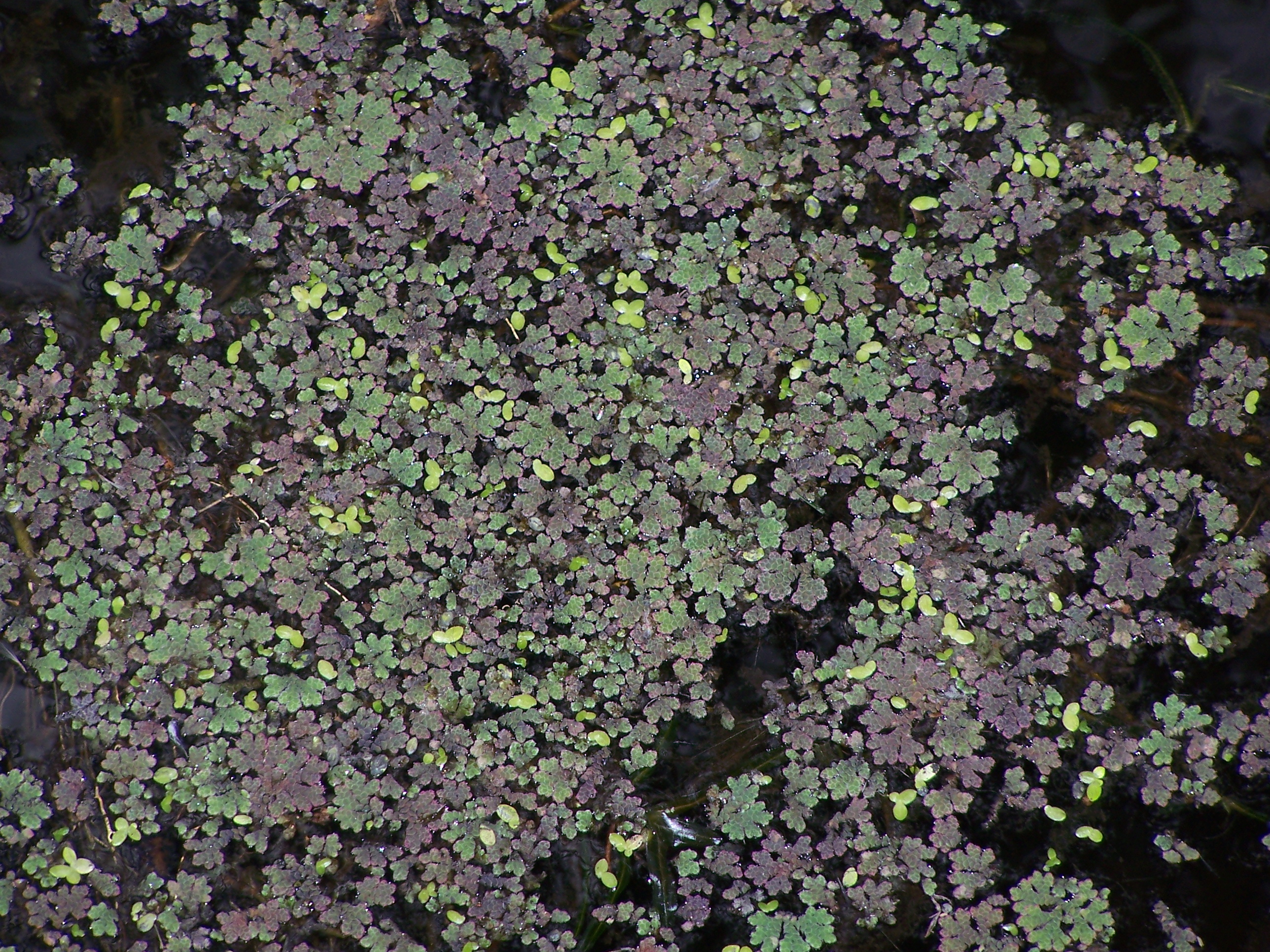
Azolla en el río Canning, Australia Occidental.

La Azolla puede propagarse mediante reproducción sexual, a través de esporas, como todos los helechos y también es capaz de reproducirse asexualmente, a través de pequeños fragmentos de la planta (gajos) mediante la división espontánea (brote lateral) de la misma.
A contrario de la mayoría de los helechos, Azolla da dos tipos de esporas. Durante los meses veraniegos, numerosas estructuras esféricas llamadas esporocarpos se forman en los enveses de las ramas. El esporocarpo macho, verdoso o rojizo, luce como una masa de huevos de un insecto. Tienen 2 mm de diámetro y dentro hay numerosos esporangios macho. Las esporas macho (microesporas) son extremadamente diminutas y se producen dentro de cada microesporangio. Las microesporas tienden a pegarse juntas en pequeñas islas o masas llamadas másulas.
Los esporocarpos femeninos son mucho más pequeños, y solo contienen un esporangio y una espora funcional. Desde que una espora individual femenina es considerablemente más grande que la espora masculina, se la llama megaespora.
Azolla tiene microscópicos gametocitos machos y hembras que se desarrollan dentro de los esporos macho y hembra. El gametocito femenino protrude del megaesporo y sostiene de uno a varios arquegonios, cada uno conteniendo un solo huevo. El microesporo forma un gametófito femenino con un solo anteridio que producirá ocho espermios nadantes. El gloquidio barbado en los clusters de esporos masculinos presumiblemente les causa que se fijen a las megaesporas femeninas, facilitando así la fertilización.

## Paleontología climática
Un estudio de la climatología del Ártico indica que Azolla pudo haber tenido una importancia significativa en revertir un efecto invernadero que ocurrió hace 49 millones de años durante el Eoceno, enfriando progresivamente las temperaturas globales, en un suceso denominado evento Azolla, que llevó a la glaciación de la Antártida. La investigación del Instituto de Biología Ambiental de la Universidad de Utrecht provee hipótesis de que inmensos y densos parches de Azolla multiplicándose en lagos de agua dulce, formados por el cambio climático, eventualmente absorbieron suficiente dióxido de carbono para revertir tal cambio de clima.

## Carácter invasivo

### Caso de España
La problemática en España, ocasionada por Azolla (específicamente Azolla filiculoides Lam.) es bastante grave. En el año 2000 se detectó la presencia de esta planta en el parque natural del Ebro y en el parque natural Doñana y desde entonces ha colonizado diversos enclaves de la marisma También se encuentra en Andalucía Occidental, el oeste de Castilla-La Mancha, el río Guadiana, el embalse Rosarito, entre otros. Debido a su rápido crecimiento (esta planta puede llegar a tapizar fuentes de agua a modo de alfombra) esta situación amenaza con desaparecer la vegetación autóctona. Esto se debe a varias condiciones que son propiciadas, como, la disminución del paso de luz solar a las profundidades del agua que afecta a la vegetación sumergida, la descomposición del material vegetativo en los meses de invierno que ocasiona una disminución del oxígeno disuelto en el agua y la capacidad de fijación de nitrógeno atmosférico que contribuye al proceso de eutrofización del agua, ambas con graves consecuencias para la biocenosis acuática y por último la imposibilidad de competir en desarrollo vegetativo por parte de la plantas autóctonas.
Esta situación ha hecho que las autoridades españolas hayan incluido a todas las especies y subespecies dentro del género Azolla en el Catálogo Español de Especies Exóticas Invasoras, regulado por el Real Decreto 630/2013, de 2 de agosto, estando prohibida en España su introducción en el medio natural, posesión, transporte, tráfico y comercio.